# Kasteel Weyninckxhoven

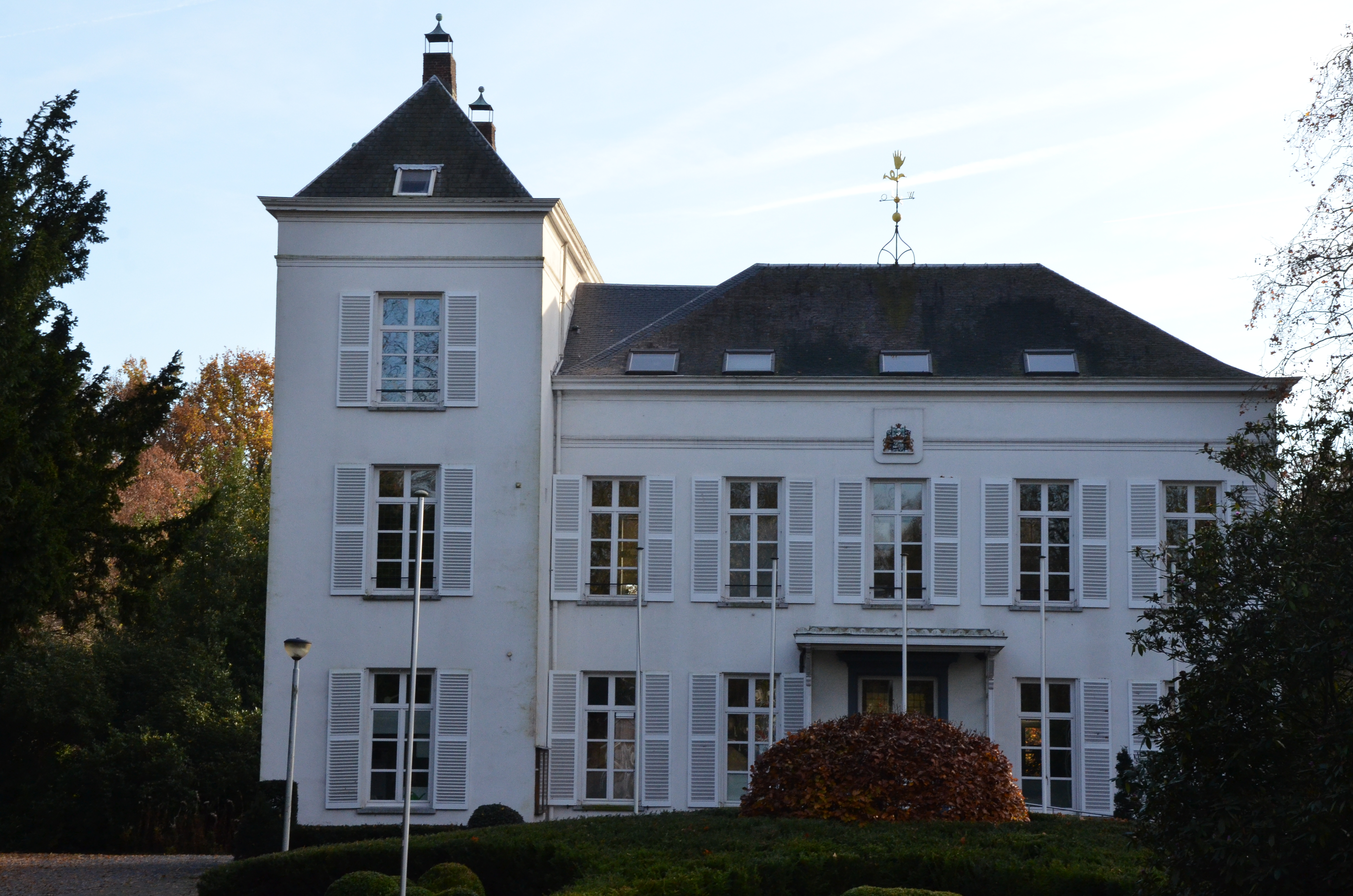
Kasteel Weyninckxhoven

Het Kasteel Weyninckxhoven is een kasteel in de Antwerpse plaats Hove, gelegen aan Geelhandlaan 1.

## Geschiedenis
Het landgoed ontstond tussen de 10e en 13e eeuw en werd voor het eerst vermeld in 1265 als Wanhijchoeuen. Gedeeltelijk was het een leen van de Heerlijkheid Mechelen, en dat duurde tot 1794. Waarschijnlijk werd de hoeve in 1583-1584 verwoest door Staatse troepen en in 1598 herbouwd. In 1574 was het goed in bezit gekomen van de familie  't Seraerts en vanaf 1674 van de familie Van Eynatten. In 1793 werd het goed verkocht aan de familie Geelhand, die het in bezit had tot 1951. In dat jaar werd het aan de gemeente Hove verkocht.
Het huidige kasteel werd omstreeks 1800 gebouwd en in 1901 werd het met een vleugel uitgebreid. In 1951 werd het heringericht als gemeentehuis en als zodanig in 1952 in gebruik genomen. Merkwaardig is de windwijzer, een Geelhand.
Naast het eigenlijke kasteel is er een koetshuis en een hovenierswoning, gebouwd omstreeks 1800 en gewijzigd in de 19e en 20e eeuw.
Een met platanen beplante dreef leidt naar het kasteel.